# 2024 PT5
 (septembre 2024).
2024 PT5 est un astéroïde géocroiseur d'environ 10 mètres de diamètre découvert le 7 août 2024 par le Asteroid Terrestrial-impact Last Alert System (ATLAS) situé en Afrique du Sud à Sutherland.

## Découverte
Il a été découvert le 7 août 2024 par ATLAS en Afrique du Sud.

## Caractéristiques physiques
La taille  de l'astéroïde 2024 PT5 est estimée à environ 10 mètres.

## Caractéristiques orbitales
Le 8 août 2024 à 20 h 0 UTC, l'astéroïde est passé à 566 930 ± 9 kilomètres de la Terre (1,47 distance lunaire) à une vitesse relative de 1,37 km/s. Ce passage à proximité de la Terre, le plus proche de la planète bleue entre (au moins) 1937 et 2084, a fait passer 2024 PT5 de la catégorie des astéroïdes Aton à celle des astéroïdes Apollon.
Le 18 août 2024, le CNEOS a retiré 2024 PT5 de son tableau des risques Sentry, ayant déterminé qu'il ne présentait aucun risque d'impact potentiel avec la Terre.
Entre le 29 septembre 2024 et le 25 novembre 2024 (soit une période de 1 mois et 27 jours), il passera à un peu plus de deux fois (0,023 ua au plus près) le rayon de la sphère de Hill de la Terre (environ 0,01 ua, 1,5 million de km) à une faible vitesse relative (comprise entre 0,002 km/s et 0,439 km/s) avec une excentricité orbitale géocentrique inférieure à 1 et une énergie orbitale géocentrique négative. Il est de ce fait considéré par Carlos et Raúl de la Fuente Marcos comme temporairement capturé, même si le fait qu'il se trouve alors en dehors de la sphère de Hill l'en disqualifie selon les critères habituels.
| Époque            | Distance de la Terre | Excentricité géocentrique | Apogée                  | Période de révolution   |
| ----------------- | -------------------- | ------------------------- | ----------------------- | ----------------------- |
| 29 septembre 2024 | 0,0230 ua            | 1,016                     | {\displaystyle \infty } | {\displaystyle \infty } |
| 30 septembre 2024 | 0,0232 ua            | 0,997                     | 2,9 ua                  | 99,84 ans               |
| 24 octobre 2024   | 0,0268 ua            | 0,614                     | 0,028 ua                | 1,35 ans                |
| 25 novembre 2024  | 0,0238 ua            | 0,983                     | 0,72 ua                 | 127,24 ans              |
| 26 novembre 2024  | 0,0236 ua            | 1,009                     | {\displaystyle \infty } | {\displaystyle \infty } |

L’astéroïde passera à 1 800 556 ± 50 kilomètres (0,012 04 ua) de la Terre le 9 janvier 2025 à 12 h 21 UTC. Il passera à 5,353 ± 0,002 millions de kilomètres (0,035 78 ± 0,000 01 ua) de la Terre le 8 novembre 2055, puis  à 1,70+0,10
 −0,04 million de kilomètres (0,011 4+0,000 6
 −0,000 3 ua) le 7 janvier 2084 ± 1 jour.